# Teorema de Euler

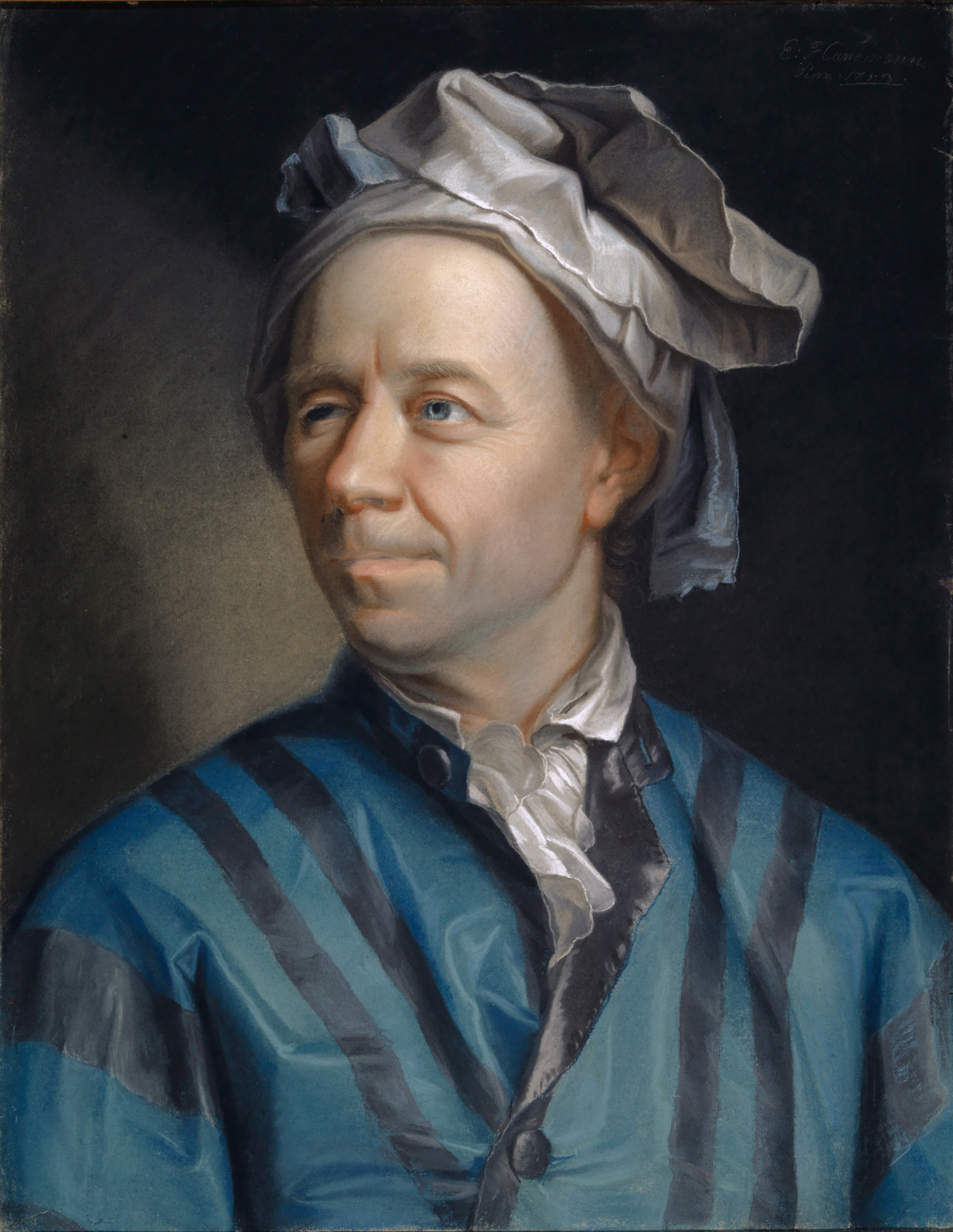
Leonhard Euler, retratado en 1753 por Jakob Emanuel Handmann. Kunstmuseum Basel.

En teoría de números el teorema de Euler, también conocido como teorema de Euler-Fermat, es una generalización del pequeño teorema de Fermat, y como tal afirma una proposición sobre la divisibilidad de los números enteros. El teorema establece que:
| Si a y n son enteros primos relativos, entonces n divide al entero aφ(n)- 1 Leonhard Euler (1736) |

sin embargo, es más común encontrarlo con notación moderna en la siguiente forma:
| Si a y n son enteros primos relativos, entonces aφ(n) ≡ 1 (mod n). Leonhard Euler (1736) |

donde φ(n) es la función φ de Euler.

## Función φ de Euler
Si n es un número entero, la cantidad de enteros entre 1 y n que son primos relativos con n se denota como φ(n):
| Valor de n | Coprimos con n entre 1 y n | Función φ(n) |
| ---------- | -------------------------- | ------------ |
| 1          | 1                          | 1            |
| 2          | 1                          | 1            |
| 3          | 1,2                        | 2            |
| 4          | 1,3                        | 2            |
| 5          | 1,2,3,4                    | 4            |
| 6          | 1,5                        | 2            |
| 7          | 1,2,3,4,5,6                | 6            |
| 8          | 1,3,5,7                    | 4            |
| 9          | 1,2,4,5,7,8                | 6            |
| 10         | 1,3,7,9                    | 4            |

| φ(n) | +0 | +1 | +2 | +3 | +4 | +5 | +6 | +7 | +8 | +9 |
| ---- | -- | -- | -- | -- | -- | -- | -- | -- | -- | -- |
| 0+   |    | 1  | 1  | 2  | 2  | 4  | 2  | 6  | 4  | 6  |
| 10+  | 4  | 10 | 4  | 12 | 6  | 8  | 8  | 16 | 6  | 18 |
| 20+  | 8  | 12 | 10 | 22 | 8  | 20 | 12 | 18 | 12 | 28 |
| 30+  | 8  | 30 | 16 | 20 | 16 | 24 | 12 | 36 | 18 | 24 |
| 40+  | 16 | 40 | 12 | 42 | 20 | 24 | 22 | 46 | 16 | 42 |
| 50+  | 20 | 32 | 24 | 52 | 18 | 40 | 24 | 36 | 28 | 58 |
| 60+  | 16 | 60 | 30 | 36 | 32 | 48 | 20 | 66 | 32 | 44 |
| 70+  | 24 | 70 | 24 | 72 | 36 | 40 | 36 | 60 | 24 | 78 |
| 80+  | 32 | 54 | 40 | 82 | 24 | 64 | 42 | 56 | 40 | 88 |
| 90+  | 24 | 72 | 44 | 60 | 46 | 72 | 32 | 96 | 42 | 60 |

A la función φ se le conoce como función φ de Euler. Tal función es multiplicativa: si m y n son primos relativos, entonces
φ(mn)=φ(m)φ(n).
Demostracion:
Sabemos que:
{\displaystyle \varphi (n)=n\prod _{p_{i}|n}\left(1-{\frac {1}{p_{i}}}\right){\text{ con }}p_{i}{\text{ primo}},}
de manera que:
{\displaystyle \varphi (n)\varphi (m)=mn\prod _{p_{i}|n}\left(1-{\frac {1}{p_{i}}}\right)\prod _{q_{i}|m}\left(1-{\frac {1}{q_{i}}}\right)}
Como {\displaystyle \operatorname {mcd} (m,n)=1}, ninguno de los primos {\displaystyle p_{i}}  y {\displaystyle q_{i}} son  iguales, luego la descomposición en primos de {\displaystyle mn} no se ve alterada, es decir, si {\displaystyle m=q_{1}^{\beta _{1}}q_{2}^{\beta _{2}}...q_{k}^{\beta _{1}}} y {\displaystyle n=p_{1}^{\alpha _{1}}p_{2}^{\alpha _{2}}...p_{j}^{\alpha _{j}}} la descomposición en primos de {\displaystyle mn} será {\displaystyle mn=q_{1}^{\beta _{1}}q_{2}^{\beta _{2}}...q_{k}^{\beta _{1}}p_{1}^{\alpha _{1}}p_{2}^{\alpha _{2}}...p_{j}^{\alpha _{j}}}, lo cual implica
{\displaystyle \varphi (mn)=mn\prod _{p_{i}|n}\left(1-{\frac {1}{p_{i}}}\right)\prod _{q_{i}|m}\left(1-{\frac {1}{q_{i}}}\right)}
por lo tanto 
{\displaystyle \varphi (mn)=\varphi (m)\varphi (n)}
si {\displaystyle m} y {\displaystyle n} son primos relativos.

## Congruencias
El otro concepto involucrado en el teorema de Euler es el de congruencia. En teoría de números, se dice que dos números a, b son congruentes respecto a un módulo n, cuando n divide al entero a-b. La congruencia de a, b respecto al módulo n se simboliza como a ≡ b (mod n).
La congruencia de números se comporta de manera similar a una igualdad (formalmente, es una relación de equivalencia):
- Si a≡b (mod n) entonces: a+c≡b+c (mod n) y ac ≡ bc (mod n) para cualquier entero c. Es decir, se puede sumar o multiplicar una misma cantidad a ambos lados de una congruencia y se preserva la relación.
- Si a≡b (mod n) y b≡c (mod n) entonces a≡c (mod n). Es otras palabras, la relación es transitiva.

Un ejemplo sencillo para entender la aritmética con congruencias lo proporciona un reloj de manecillas, ya que las horas en un reloj se comportan como congruencias módulo 12. Por ejemplo, las 15 y las 3 horas son indicadas por la misma posición en el reloj; esta equivalencia se escribiría como
- 15 ≡ 3 (mod 12)

y se obtiene de que 12 divide a 15-3. 
Si ahora el reloj marca las 5, dentro de 30 horas marcará las 11, porque 12 divide a 35-11 =24 y así:
- 5+30 = 35 ≡ 11 (mod 12).

Una particularidad de las congruencias, que la diferencia de la igualdad común es que, aunque podemos sumar o multiplicar una misma cantidad a ambos lados de una congruencia preservándola, no podemos hacer lo mismo con una división:
- 6· 4 ≡ 3·4 (mod 6), pues 6 divide a 24-12; sin embargo no es cierto que 6 ≡ 3 (mod 6).

Sin embargo, hay un caso especial en el que sí es posible efectuar tal cancelación: cuando el factor y el módulo son primos relativos:
- Dado que 5·4 ≡ 5·10 (mod 6) y el máximo común divisor de 5 y 6 es 1 (es decir, son primos relativos), entonces podemos cancelar el 5 y obtener 4 ≡ 10 (mod 6).

## Prueba del teorema de Euler
La prueba original del teorema de Euler, en notación moderna, se desarrolla en los siguientes pasos.
| Pasos generales                                                                                    | Ejemplo con n = 8, a = 3                                        |
| -------------------------------------------------------------------------------------------------- | --------------------------------------------------------------- |
| Consideremos el conjunto P de los enteros menores que n y coprimos con n                           | Consideremos el conjunto P = {1,3,5,7}                          |
| Multipliquemos cada elemento del conjunto P por a para formar el conjunto Q                        | Construimos el conjunto Q = {3,9,15,21}                         |
| Los elementos del conjunto Q son congruentes a los del conjunto P (en diferente orden) (Módulo n). | 3≡3 (mod 8), 9≡1 (mod 8), 15≡7 (mod 8), 21≡5 (mod 8)            |
| Sea u el producto de los elementos de P, y sea v el producto de los elementos de Q                 | u= 1·3·5·7 = 105, v=3·9·15·21=8505                              |
| Los números v y u son congruentes pues sus factores son congruentes: v≡u (mod n)                   | 8505≡105 (mod 8)                                                |
| El entero v es igual a u multiplicado por aφ(n): v=u·aφ(n)                                         | v= 3·9·15·21 = (3·1)(3·3)(3·5)(3·7) = 34· (1·3·5·7) = 3φ(8)·105 |
| Cancelamos el factor u en la congruencia v≡u (mod n): u·aφ(n)≡u(mod n)                             | 3φ(8)·105 ≡105 (mod 8)                                          |
| Concluimos aφ(n) ≡1(mod n)                                                                         | 3φ(8) ≡1 (mod 8)                                                |

Es importante recalcar que la cancelación solo es posible puesto que u y n son primos relativos. De manera similar, el tercer paso (los elementos de Q son congruentes a los de P) solo puede obtenerse debido a que a y n son primos relativos.

## Aplicación del teorema de Euler
Una aplicación del teorema de Euler es en la resolución de ecuaciones de congruencia.
Por ejemplo, se desea encontrar todos los números x que satisfacen
5x ≡ 2 (mod 12)
en otras palabras, todos los números que al multiplicarlos por 5, dejan residuo 2 en la división por 12. O de otra forma, todos los números x tales que 12 divida a 5x-2.
El teorema de Euler dice que
5φ(12) = 54 ≡ 1 (mod 12)
por lo que, multiplicando ambos lados de la ecuación por 53:
53 · 5x ≡53·2 =250 ≡ 10 (mod 12)
54 x ≡ 10 (mod 12)
x≡10 (mod 12)
Entonces, la conclusión es que, cualquier número que al dividirse por 12 tenga residuo 10, será una solución de la ecuación.
Por ejemplo, si se divide 34 entre 12, el residuo es 10, por lo que x=34 debe funcionar como solución. Para verificarlo, se divide 34·5=170 entre 12, obtenemos un cociente 14 y un residuo 2, como se esperaba.

## Relación con el teorema de Fermat
El teorema de Euler es una generalización del teorema de Fermat que establece:
| Si p es un número primo y a es un entero, entonces p divide al número ap-1-1 Pierre de Fermat (1640) |

Fermat estableció tal resultado en una carta a Frénicle de Bessy, pero como era usual en él, omitió la prueba del mismo:

Tout nombre premier mesure infailliblement une des puissances -1 de quelque progression que ce soit, et l’exposant de la dite puissance est sous-multiple du nombre premier donné -1. (...) Et cette proposition est généralement vraie en toutes progressions et en tous nombres premiers; de quoi je vous envoierois la démonstration, si je n'appréhendois d'être trop long.
Todo número primo mide una de las potencias menos uno de cualquier progresión en la que el exponente es un múltiplo del primo dado menos uno. (...) Y esta proposición es generalmente cierta para todas las progresiones y todos los números primos; te enviaría la prueba, si no temiese que es demasiado larga.
Pierre de Fermat

No fue sino hasta que Euler probó su teorema, que quedó demostrado el resultado de Fermat, pues es un corolario del teorema de Euler. En notación de congruencias, el teorema de Fermat establece que
| Si p es un número primo y a es un entero no divisible por p, entonces ap - 1 ≡ 1 (mod p). Pierre de Fermat (1640) |

En la afirmación original de Fermat, no se hace explícita la suposición de que a y p son primos relativos. Dado que si p es un número primo, todos los números {1,2,3,...,p-1} son primos relativos con p, se cumple que φ(p)=p-1 y por tanto el teorema de Fermat es una consecuencia directa del teorema de Euler. Por esta razón al teorema de Euler se lo conoce en ocasiones como teorema de Euler-Fermat.